# Gaspard Delpy
Gaspard Delpy  (* 8. November 1888 in Tarascon-sur-Ariège; † 11. Dezember 1952 in Paris) war ein französischer Romanist und Hispanist.

## Leben
Delpy besuchte das Gymnasium in Foix. Er studierte in Bordeaux, dann in Paris an der École normale supérieure. 1913 bestand er die Agrégation und war Gymnasiallehrer in Tulle, Mont-de-Marsan und Bayonne (dort mit Georges Hérelle). 1933 ging er an das Lycée Carnot in Paris. Er habilitierte sich 1937 an der Sorbonne bei Ernest Martinenche mit den Thèses Feijoo et l'esprit européen. Essai sur les idées maîtresses dans le "Théâtre critique" et les "Lettres érudites" 1725-1760 (erschienen u. d. T. L'Espagne et l'esprit européen. L'oeuvre de Feijoo 1725-1760, Paris 1936) und Bibliographie des sources françaises de B. Feijoo (Paris 1936).
Delpy war ab 1938 Professor für Spanisch an der Universität Bordeaux. 1945 ging er an die Sorbonne und war dort von 1948 bis zu seinem Tod Inhaber des Spanischlehrstuhls.

## Werke
- (mit Aurelio Viñas) L'Espagnol par les textes, Paris 1927, 1962 (Lehrbuch)
- (mit Aurelio Viñas) L'Espagne par les textes, Paris 1929, 1956 (Lehrbuch)
- Initiation à l'espagnol, Paris 1913 (Lehrbuch)
- (mit Aurelio Viñas) L'espagnol parlé. Guide de conversation et de vocabulaire, Paris 1933
- (mit Joseph Barnier) L'Allemand parlé. Guide de conversation = Umgangsfranzösisch. Deutsch-französischer Sprachführer, Paris 1942
- (mit  Albert J. Farmer) Everyday French. A handbook of French conversation and vocabulary, Paris 1944
- (mit Sébastien Camugli) L'italien parlé. Guide de conservation et de vocabulaire, Paris 1946
- (Hrsg. mit Serge Denis) Ruiz de Alarcón, La verdad sospechosa, Paris 1947, 1951
- (mit Jeanne Agnès) L'Espagnol en jouant. Premier livre d'espagnol, Paris 1949
- (Hrsg. mit Serge Denis) Anthologie de la littérature espagnole, Paris 1950, 1952, 1954, 1958, 1966
- (Hrsg. mit Pierre Darmangeat) L'Amérique de langue espagnole par les textes, Paris 1954
- L'Enfant à l'ourson, Paris 1954 (Belletristik)